# Peter Mandelson
Peter Benjamin Mandelson, Baron Mandelson (Londen, Engeland, 21 oktober 1953) is een Britse politicus van de Labour Party.
Mandelson was tussen 1994 en 2010 een van de belangrijkste politici van de Labour Party. Hij was een van de architecten van New Labour en een top-adviseur van Tony Blair en was in het Kabinet-Blair I minister zonder portefeuille van 1997 tot 1998, minister van Economische Zaken in 1998 en minister voor Noord-Ierland van 1999 tot 2001. Hij was Eurocommissaris voor Handel in de Commissie-Barroso I van 2004 tot 2008. In het Kabinet-Brown was hij wederom minister van Economische Zaken van 2008 tot 2010 en Lord President of the Council en First Secretary of State van 2009 tot 2010. Zijn grootvader Herbert Morrison was ook belangrijk politicus voor de Labour Party tussen 1935 en 1955 en was ook verschillende keren minister in het Kabinet-Churchill I en -Attlee.

## Biografie
Zijn vader was Joods. Hij studeerde politicologie, filosofie en economie. Tevens haalde hij een Bachelor aan het St Catherine's College (Oxford). In 1979 werd hij gekozen als gemeenteraadslid van de Londense deelgemeente Lambeth. Hij werkte korte tijd voor de televisie alvorens in 1985 aan te treden als hoofd communicatie van de Labour Party. In die hoedanigheid werd hij de eerste Britse spindoctor. Mandelson is een verklaard aanhanger van de Derde Wegideologie.
In 1992 werd hij zelf gekozen als lid van het Lagerhuis. Ook hier hield hij zich voornamelijk bezig met PR en voorlichting. Hij leidde de uiterst succesvolle verkiezingscampagne van Tony Blair in 1997, in wiens kabinet hij vervolgens werd opgenomen als minister zonder portefeuille, vooral belast met in- en externe communicatie. Hij werd ook verantwoordelijk voor het Millennium Domeproject. In 1998 werd hij minister voor handel en industrie. Aan het einde van dat jaar kwam hij in opspraak omdat hij een rentevrije lening had bij een bevriende miljonair, wiens handel en wandel ook door het ministerie van Mandelson werd onderzocht. Hij trad daarop af, om tien maanden later terug te keren als minister voor Noord-Ierland. In 2001 moest hij opnieuw aftreden, dit keer omdat hij zijn collega van Binnenlandse Zaken onder druk had proberen te zetten om een Indiase zakenman, die een van de grote sponsoren was van het Millennium Dome project, te naturaliseren.
In juli 2010 publiceerde Peter Mandelson zijn politieke memoires, die nogal wat stof deden opwaaien, omdat hij onder andere Blair en Brown afschilderde als maffioso en bedriegers.
- Bibliothèque nationale de France: cb125679659 (data)
- Gemeinsame Normdatei: 143083767
- International Standard Name Identifier: 0000 0001 0800 0601
- Library of Congress Control Number: n97000817
- Nationale Bibliotheek van Tsjechië: js20051003006
- Nationale Bibliotheek van Israël: 987007264800705171
- Nederlandse Thesaurus van Auteursnamen: 151769990
- Parlement.com: vgu719bwz0p0
- Système universitaire de documentation: 034986839
- Virtual International Authority File: 49342029
- WorldCat: E39PBJxt3RqBWmptYpKHh8GCQq

Joaquín Almunia · Catherine Ashton · José Manuel Barroso · Jacques Barrot · Joe Borg · Karel De Gucht · Stavros Dimas · Benita Ferrero-Waldner · Ján Figeľ · Franco Frattini · Mariann Fischer Boel · Dalia Grybauskaitė · Danuta Hübner · Siim Kallas · Meglena Koeneva · László Kovács · Neelie Kroes · Markos Kyprianou · Peter Mandelson · Charlie McCreevy · Louis Michel · Leonard Orban · Andris Piebalgs · Janez Potočnik · Viviane Reding · Olli Rehn · Paweł Samecki · 
Algirdas Šemeta · Vladimír Špidla · Antonio Tajani · Androulla Vassiliou · Günter Verheugen · Margot Wallström